# Епархия Дасса-Зуме
Епархия Дасса-Зуме (лат. Dioecesis Dassana-Zumensis) — епархия Римско-Католической Церкви с центром в городе Дасса-Зуме, Бенин. Епархия Дасса-Зуме входит в митрополию Котону.

## История
10 июня 1995 года Папа Римский Иоанн Павел II учредил буллой «Ad aptius fovendum» епархию Дасса-Зуме, выделившуюся из епархии Абомей.

## Ординарии епархии
- епископ Antoine Ganyé (10.06.1995 — 21.08.2010)
  - Sede vacante (2010—2015)
  - Benoît Gbemavo Goudote (15.08.2013 — 12.02.2015) (апостольский администратор)
- епископ François Gnonhossou, S.M.A. (с 12 февраля 2015 года).